# 박상진 (바둑 기사)
박상진(朴常鎭, 2001년 5월 19일 ~ )은 대한민국의 바둑 기사이다.

## 약력
충암바둑도장 출신으로 지도사범은 김대용이다. 2015년 제4회 영재입단대회를 통해 입단했다. 2016년 제4기 합천군 초청 하찬석국수배 영재바둑대회 8강과 제4회 메지온배 오픈신인왕전 16강에 올랐다. 2017년 제5기 합천군 초청 하찬석국수배 영재바둑대회 4강과 제36회 KBS바둑왕전 본선 32강에 진출했고 2단으로 승단했다.
2018년 제3회 미래의 별 신예최강전 본선 24강에 진출했으며 3단으로 승단했다. 제6기 하찬석국수배 영재바둑대회 본선 4강에 올랐다. 2019년 제4기 미래의 별 신예최강전 왕중왕전에서 준우승을 차지하고 4단으로 승단했다. 2020년 글로비스배 4강전에서 리웨이칭 8단에 패배하고, 3/4위전에서 랴오위안허 8단에 패배하며 4위로 대회를 마친다. 2022년 6단을 거쳐 2023년에 7단으로 승단했다.